# Marc Bergé
Pour les articles homonymes, voir Bergé.
Marc Bergé, photographe d'art et homme de lettres né le 8 mai 1929 à Rabat et mort le 20 juillet 2011 à Toulon, est un orientaliste et historien, professeur émérite et responsable des études arabes et islamiques de l'Université Bordeaux III. Il est l'auteur du livre Les Arabes : histoire et civilisation des Arabes et du monde musulman des origines à la chute du royaume de Grenade racontée par les témoins (IXe siècle av. J.-C.-XVe siècle), ainsi que de plusieurs études sur Abū Hayyān al-Tawhīdī.

## Biographie
Marc Bergé soutient un doctorat de troisième cycle en 1969, avec une thèse intitulée Une source pour la connaissance de la vie intellectuelle et sociale à Bagdad au IVe/Xe siècle : le Kitab al-Imta’ wal-Mu’anasa d'Abū Hayyān al-Tawhīdī, et un doctorat d'État ès lettres à la Sorbonne en 1974, avec une thèse intitulée Essai sur la personnalité morale et intellectuelle d'Abū Hayyān al-Tawhīdī. Dè 1972, il est maître-assistant à l'Université Bordeaux III, où il est nommé professeur en 1980, puis professeur émérite de 1995 à 2004. Il dirige alors des thèses en littérature arabe et en histoire. 
Marc Bergé est un ancien pensionnaire de l'Institut français d'études arabes de Damas et un ancien membre de l'Institut français d'archéologie orientale du Caire. Il a été nommé Officier dans l’Ordre des Palmes Académiques et Chevalier de l’Ordre National du Mérite. C'est un ancien Professeur et Directeur de Recherches à la Faculté des Lettres de Nouakchott (1989-1995), et Professeur émérite de l’Université de Bordeaux III. Il a été également Attaché Culturel près l’Ambassade de France en Égypte de 1986 à 1989.
Il est mort le 20 juillet 2011 à Toulon, dans sa 83e année.

## Publications
- 1960 : « Une anthologie sur l'amitié d'Abū Hayyān al-Tawhīdī », Bulletin d'études orientales de l'Institut français de Damas, t. XVI, 1958-1960, p. 15-59
- 1964 : « Introduction, traduction, glossaire technique, manuscrit et édition critique de Épître sur les sciences de Abū Hayyān al-Tawhīdī' », Bulletin d'études orientales, t. XVIII, 1963-1964, éd. Institut français d'études arabes, Damas, p. 241-301
- 1969 : Une source pour la connaissance de la vie intellectuelle et sociale à Bagdad au IVe/Xe siècle : le Kitab al-Imta’ wal-Mu’anasa d'Abū Hayyān al-Tawhīdī (thèse de troisième cycle), 512 p.
- 1972 : « Structure et signification du Kitãb Al-Basã'Ir Wa L-Dahã Ir, d'Abū Hayyān al-Tawhīdī' », Annales islamologiques, X/2, éd. Institut français d'archéologie orientale, Le Caire
- 1974 : Essai sur la personnalité morale et intellectuelle d'Abū Hayyān al-Tawhīdī' (thèse de doctorat d'État ès lettres à l'Université Paris-Sorbonne), 1 260 p.
- 1978 : Les Arabes : histoire et civilisation des Arabes et du monde musulman des origines à la chute du royaume de Grenade racontée par les témoins (IXe siècle av. J.-C.-XVe siècle), préface de Jacques Berque, éd. Lidis, Paris, 702 p.  (ISBN 2850320412 et 2-7338-0138-4), rééd. Auzou, coll. « Histoire ancienne des peuples », Paris, 1998  (ISBN 2733801384 et 9782733801383)
- 1980 : Abū Hayyān al-Tawhīdī : essai sur la personnalité morale, intellectuelle et littéraire d'un grand prosateur et humaniste arabe engagé dans la société de l'époque bouyide, à Bagdad, Rayy et Chiraz, au IVe siècle (texte remanié de la thèse), éd. Institut français d'études arabes, Damas  (ISSN 1815-4697)